# Dunira
Dunira é um gênero de traça pertencente à família Arctiidae.